# Roman Kaczmarek

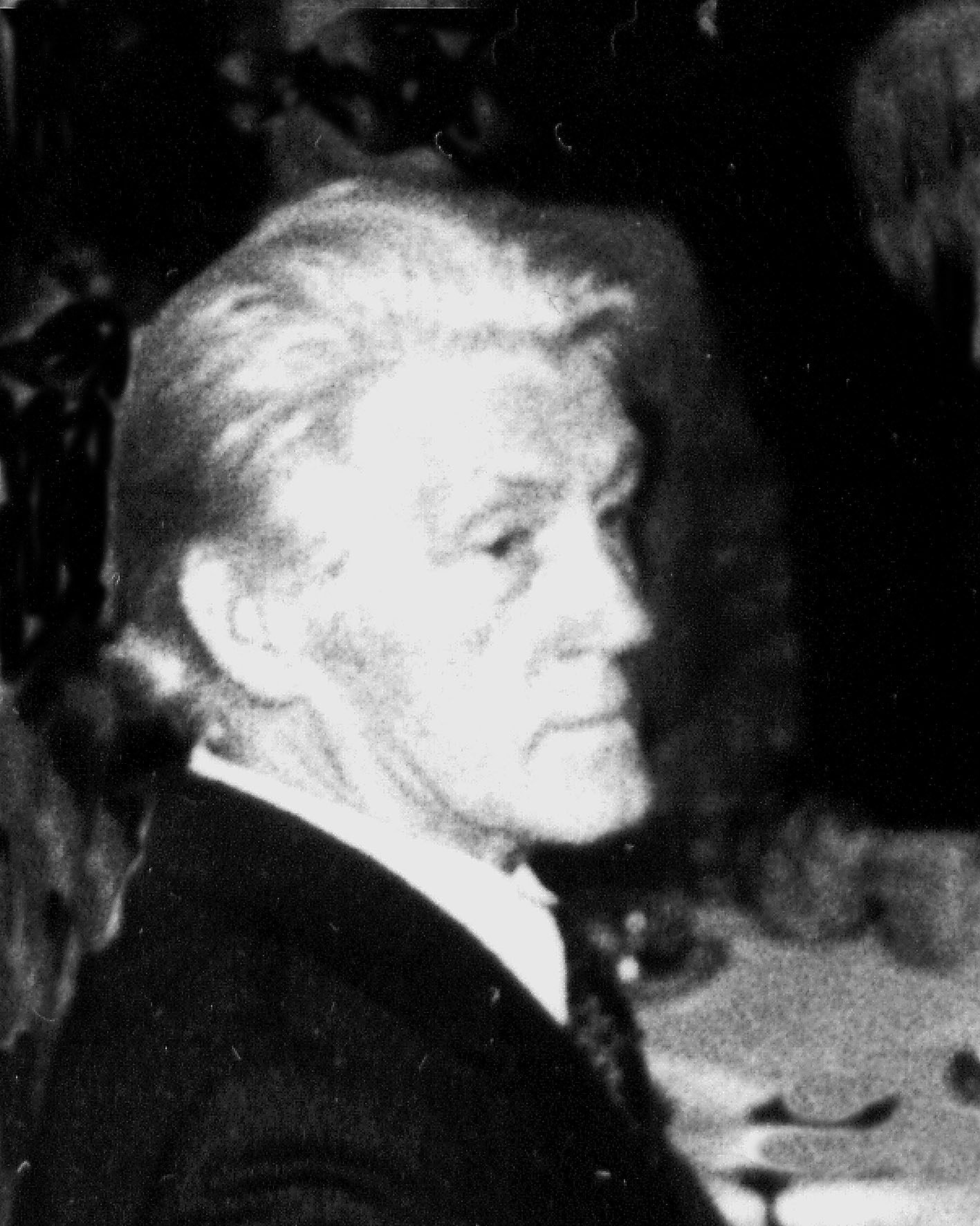
Roman Kaczmarek (1984)

Roman Kaczmarek (ur. 8 sierpnia 1912 w Łodzi, zm. 25 maja 1985 tamże) – polski archiwista, historyk, badacz i popularyzator przeszłości regionu łódzkiego, działacz polityczny i społeczny, nauczyciel, poseł na Sejm PRL IV i V kadencji.

## Życiorys

### Wykształcenie
Urodził się w rodzinie robotnika fabryki włókienniczej Stanisława i Bronisławy z Daszkowskich. W Łodzi skończył szkołę powszechną oraz gimnazjum humanistyczne Aleksego Zimowskiego. Po otrzymaniu świadectwa dojrzałości w 1932 wstąpił jako ochotnik do Szkoły Podchorążych Rezerwy Piechoty w Łodzi. Po rocznym przeszkoleniu otrzymał stopień plutonowego podchorążego i przydział do 31 Pułku Strzelców Kaniowskich. Od roku akademickiego 1933/1934 studiował historię na Uniwersytecie Jagiellońskim pod kierunkiem prof. Władysława Semkowicza (był uczestnikiem seminarium nauk pomocniczych historii) i prof. Jana Dąbrowskiego (seminarium historii średniowiecznej). W 1937 uzyskał absolutorium. W latach 1935–1937 współpracował z Komisją Atlasu Historycznego Polski Polskiej Akademii Umiejętności. Studia kontynuował po wojnie na Uniwersytecie Łódzkim pod kierunkiem prof. Natalii Gąsiorowskiej.

### Praca zawodowa
W 1937 z uzyskanym absolutorium wrócił do Łodzi i podjął pracę w Archiwum Miejskim początkowo jako praktykant, a po roku jako referent aż do wybuchu II wojny światowej. W czasie okupacji niemieckiej był jednym z dwóch polskich pracowników, których okupant pozostawił w Archiwum. Opracowywał akta polskie, porządkował i ewidencjonował, ale także przejmował do Archiwum dokumenty polskich instytucji likwidowanych przez Niemców. Zapamiętał informacje o miejscu wywiezienia akt w 1944, co pozwoliło po wojnie odzyskać je szybko i całkowicie. W 1944 wywieziono go do kopania okopów. Do Łodzi wrócił prawie równocześnie z jej wyzwoleniem.
Tymczasowy prezydent Łodzi mianował Romana Kaczmarka kierownikiem Archiwum Miejskiego z zadaniem rewindykacji archiwaliów łódzkich wywiezionych pod koniec wojny. Po powrocie z obozu dyrektora Ludwika Waszkiewicza Roman Kaczmarek został kierownikiem Oddziału, a po odejściu na emeryturę Ludwika Waszkiewicza w 1949 został dyrektorem Archiwum Miejskiego.
Gdy w 1951 połączono Archiwum Miejskie i Państwowe, stanowisko dyrektora nowo utworzonego Wojewódzkiego Archiwum Państwowego w Łodzi powierzono Romanowi Kaczmarkowi. Pracował do maja 1961, do powołania na wiceprzewodniczącego prezydium Rady Narodowej m. Łodzi. Po odejściu z tej funkcji został w 1963 dyrektorem Miejskiej Biblioteki Publicznej im. Ludwika Waryńskiego w Łodzi i pracował tam aż do przejścia na emeryturę w połowie września 1980. W bibliotece zorganizował pracownię zbiorów regionalnych. Jednocześnie z pracą w archiwum prowadził zajęcia dydaktyczne na łódzkich uczelniach. Na Uniwersytecie Łódzkim pracował od jego powstania w latach 1945–1964 początkowo jako asystent, a od 1955 jako zastępca profesora z nauk pomocniczych historii oraz dziejów Łodzi i regionu. Prowadził wtedy na Wydziale Historyczno-Filozoficznym ćwiczenia, wykład monograficzny i seminarium magisterskie. Tematyka seminarium koncentrowała się na dziejach administracji i kultury regionu łódzkiego w XIX i XX wieku. W latach 1948–1955 zatrudniony był także w Państwowej Wyższej Szkole Pedagogicznej w Łodzi.
W latach 1969–1972 był wykładowcą w Studium Kulturalno-Oświatowym w Łodzi. W latach 1973–1975 pracował w Państwowym Ośrodku Korespondencyjnego Kształcenia Bibliotekarzy – filia w Łodzi, w latach 1975–1979 w łódzkiej filii Centrum Ustawicznego Kształcenia Bibliotekarzy, a następnie na Wydziale Zaocznym Policealnego Studium Bibliotekarzy prowadził wykłady z podstaw nauki o kulturze.

### Działalność społeczna i polityczna
Należał do Polskiego Towarzystwa Historycznego, w którym pełnił kolejno funkcje sekretarza i wiceprezesa Oddziału Łódzkiego. Był także członkiem Stowarzyszenia Bibliotekarzy i Archiwistów (potem Stowarzyszenia Bibliotekarzy Polskich – m.in. pełniąc funkcję wiceprezesa), członkiem rzeczywistym Łódzkiego Towarzystwa Naukowego oraz współzałożycielem Towarzystwa Przyjaciół Łodzi.
W 1944 włączył się w działalność konspiracyjnego Stronnictwa Demokratycznego, a od 1945 do śmierci był członkiem legalnego SD. W latach 1945–1948 należał jednocześnie do Związku Młodzieży Demokratycznej (od 1946 będąc jego wiceprezesem w Łodzi). Był wiceszefem dzielnicowych struktur SD. W latach 1958–1976 był przez pięć kadencji przewodniczącym Wojewódzkiego Komitetu partii w Łodzi, w 1976 wybrany na honorowego przewodniczącego. Od 1965 do 1976 zasiadał w Centralnym Komitecie SD.
W latach 1947–1961 był radnym Wojewódzkiej Rady Narodowej, a w latach 1961–1964 i 1972–1980 radnym Rady Narodowej m. Łodzi. Od 1965 do 1972 poseł IV i V kadencji Sejmu PRL z okręgów kolejno Sieradz i Pabianice. Był członkiem Sejmowej Komisji Kultury i Sztuki, w kwietniu 1968 na plenarnym posiedzeniu Sejmu referował przyjęty potem projekt ustawy o bibliotekach. Był też wiceprzewodniczącym Sejmowej Komisji Spraw Zagranicznych, uczestniczył w pracach Unii Parlamentarnej Sejmu.

### Dorobek naukowy
Zainteresowania naukowe Romana Kaczmarka skupiały się wokół dziejów Łodzi i regionu łódzkiego. Opublikował wiele drobnych prac o charakterze naukowym i popularnonaukowym, m.in.: Ród Drewnowiczów. Karta z dziejów mieszczaństwa łódzkiego (Rocznik Łódzki, tom 1: 1958), Województwo łódzkie [w:] Miasta polskie w tysiącleciu (t. II, 1967), Bunty czeladzi miast fabrycznych w okręgu łódzkim do 1830 roku (1954).
W jego dorobku są prace z zakresu archiwistyki i edycji źródeł do dziejów Łodzi i regionu. Był współautorem pracy Źródła do historii miast łódzkiego okręgu przemysłowego w XIX w. (Warszawa, 1958).
Był członkiem redakcji wznowionego w 1958 „Rocznika Łódzkiego” – wydawnictwa Łódzkiego Oddziału Polskiego Towarzystwa Historycznego
Opublikował kilkanaście biogramów w Polskim słowniku biograficznym.

### Popularyzacja regionu
Popularyzował dzieje Łodzi i regionu łódzkiego na łamach prasy codziennej. Uprawiał turystykę i krajoznawstwo. Był długoletnim członkiem Polskiego Towarzystwa Turystyczno-Krajoznawczego i członkiem władz – wiceprezesem Zarządu Okręgu PTTK w Łodzi.
Był przewodnikiem po Łodzi i ziemi łódzkiej i oprowadzał, choć najczęściej małe grupy zaprzyjaźnionych krajoznawców. W PTTK, zwłaszcza łódzkim, dzielił się swoją wiedzą z uczestnikami prowadzonych przez siebie wycieczek, ale przede wszystkim z przewodnikami, którym podczas szkoleń przewodnickich i na kursach przekazywał swą wiedzę o Łodzi i regionie.

### Śmierć
Zmarł w Łodzi 25 maja 1985, został pochowany na cmentarzu na Radogoszczu w Łodzi.

## Ordery i odznaczenia
- Krzyż Oficerski Orderu Odrodzenia Polski
- Krzyż Kawalerski Orderu Odrodzenia Polski
- Złoty Krzyż Zasługi (2 lipca 1955)[2]
- Srebrny Krzyż Zasługi (8 maja 1946)[3]
- Medal 10-lecia Polski Ludowej (22 grudnia 1954)[4]
- Medal Komisji Edukacji Narodowej
- Odznaka 1000-lecia Państwa Polskiego (1966)[5]
- Odznaka „Zasłużony Działacz Kultury”
- Honorowa Odznaka Miasta Łodzi
- Honorowa Odznaka Województwa Łódzkiego

## Nagrody
- Nagroda Upowszechnienia Kultury Wojewódzkiej Rady Narodowej w Łodzi
- Nagroda Miasta Łodzi za całokształt pracy zawodowej w dziedzinie kultury, bibliotekarstwa i społecznej w zakresie badań i popularyzacji dziejów Łodzi i regionu (1981)[6]

## Upamiętnienie
- W 1986 Rada Narodowa m. Łodzi nadała ulicy na Olechowie nazwę Romana Kaczmarka (od ul. Zakładowej, równolegle do al. Cezarego Józefiaka, ul. Krystyny Niewiarowskiej i ul. Bronisława Szwalma).